# Mona (Schiff, 1935)

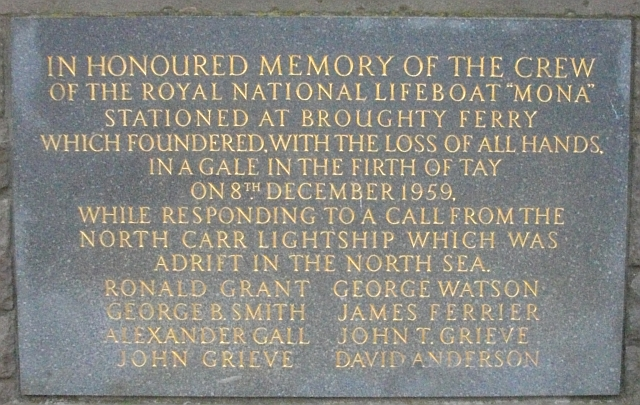
Gedenktafel für die Besatzung der Mona in Broughty Ferry

Die Mona war ein Seenotrettungsboot der Royal National Lifeboat Institution (RNLI), das in Broughty Ferry, Schottland, stationiert war. Bekannt wurde es durch das tragische Unglück vom 8. Dezember 1959, als es während eines Einsatzes im Sturm kenterte und alle acht Besatzungsmitglieder ums Leben kamen.

## Das Rettungsboot

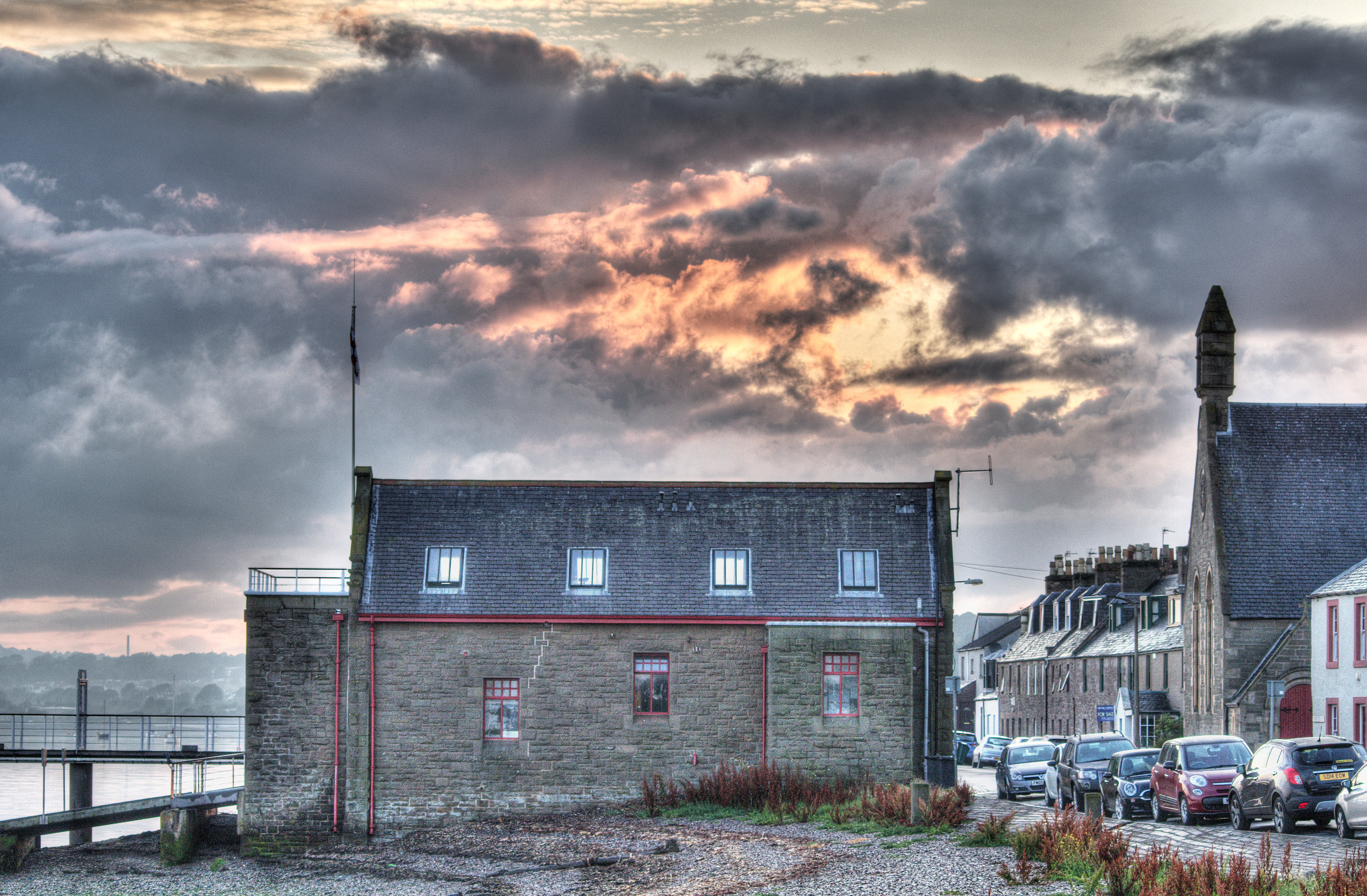
RNLI-Rettungsstation in Broughty Ferry

Die Mona war ein motorgetriebenes Rettungsboot, das als damaliger Neubau am 6. Mai 1935 mit der Kennung ON775 seinen Dienst für die RNLI in Broughty Ferry antrat. Die Station besteht noch heute aus einem Rettungsschuppen, von dem das Boot im Einsatzfall über eine Slipanlage zu Wasser gelassen wird. In den über 24 Jahren ihrer Dienstzeit, fuhr die Mona 72 Rettungseinsätze, bei denen 118 Leben gerettet werden konnten. Nach ihrem Unglückseinsatz 1959, wurde sie am 18. März 1960 außerhalb des Hafens von Cockenzie verbrannt.

## Das Unglück vom 8. Dezember 1959

### Vorgeschichte
Eine ganze Serie von Stürmen hatte die schottische Küste mit Beginn des Dezembers 1959 heimgesucht. Ein Trawler aus Aberdeen war bereits am 6. Dezember mitsamt der kompletten Besatzung vor Duncansby Head untergegangen und ein weiteres Schiff bei Fraserburgh aufgelaufen. Umgestürzte Bäume und meterhohe Sandverwehungen blockierten die Eisenbahnlinie nach Carnoustie, Fährverbindungen waren eingestellt worden, und etliche Schiffe suchten in Dundee Schutz vor dem Sturm. Am Abend des 7. Dezember 1959 fegte der Sturm noch immer aus Südost mit Stärke 9 über die schottische Ostküste. Die Sichtweite auf See lag wegen heftiger Regenböen bei etwa zwei Seemeilen.
Trotz des Sturms sandte das Feuerschiff North Carr vor der Küste von Fife Ness weiterhin alle dreißig Sekunden seine zwei Lichtsignale aus. Das Schiff hatte keinen eigenen Antrieb, sämtlicher Platz an Bord wurde für die Stromerzeugung und die Technik der Signalanlage benötigt. Am 8. Dezember 1959, um zwei Uhr morgens, riss die Hauptankerkette der North Carr. Das manövrierunfähige Schiff wurde daraufhin schnell abgetrieben und drohte an der Küste der St Andrews Bay zu zerschellen.

### Unglücksnacht
Der Küstenwachen-Offizier in Fife Ness sah, dass die North Carr von ihrer Position abtrieb und löste sofort Alarm aus. Das RNLI-Rettungsboot in Anstruther war der Unglücksstelle am nächsten, dieses hatte aber bei dem Südost-Sturm und niedriger Springtide keine Chance aus seinem Hafen herauszukommen. Um 2.42 Uhr bat die Küstenwache telefonisch die RNLI-Station Broughty Ferry um Hilfe. Der Hafenmeister von Dundee rief den Vormann der Mona, Ronnie Grant, an. Der 28-Jährige hatte die Leitung der Station erst vor vier Tagen übernommen. Um 3.13 Uhr rollte die Mona von der Slipanlage ins Wasser und lief mit ihren acht Mann Besatzung sofort flussabwärts gegen den Wind in den Firth of Tay aus.
Um 4.06 Uhr wurde sie vom Feuerschiff Abertay angestrahlt, so dass der Küstenwachen-Offizier von Carnoustie beobachten konnte, wie die Mona durch die hohen Wellen pflügte, um die Fahrwassergrenze des Tay und die offene See zu erreichen. Einige Minuten später funkte die Küstenwache in Fife Ness die Mona an, ob man die Signalrakete der North Carr gesehen habe, die diese soeben abgeschossen hätte. Die schwer verständliche Antwort des Maschinisten John Grieve war, dass sie soeben die mittlere Fahrwassertonne passiert hätten und durchhalten würden. Als die Meldung kam, dass die North Carr versuche, einen Ersatzankerplatz zwei Meilen nordwestlich von Fife Ness zu erreichen, funkte die Küstenwache die Mona um 4.48 Uhr erneut an, ob die nächste Rakete der North Carr gesehen worden sei. John Grieve antwortete, dass man sie gesehen habe und gerade von der Fahrwassergrenze freigekommen sei. Das war die letzte Nachricht der Mona. Um 5.08 Uhr realisierte die Küstenwache, dass sie den Kontakt zu dem Rettungsboot verloren hatte. Jede weitere Kontaktaufnahme blieb unbeantwortet.

### Das Wrack der Mona
Im ersten Morgenlicht startete ein Sycamore-Hubschrauber der Royal Air Force von Leuchars aus, um nach dem Feuerschiff und dem Rettungsboot zu suchen. Er fand die North Carr, die es geschafft hatte, vor der Küste von Kingsbarns zu ankern. Wenig später wurde am Strand von Carnoustie auch die Mona, in der Brandung treibend, gefunden. Ein vom Hubschrauber abgewinschter Soldat fand fünf Leichen in der Kajüte und eine weitere im Wasser. Polizeibeamte fanden wenig später eine halbe Meile entfernt den Mast der Mona und die Leiche des früheren Vormanns Alex Gall, der in der Nacht mit an Bord gekommen war, um seinen Nachfolger Ronnie Grant mit seiner Erfahrung zu unterstützen. Sie fanden auch die Rettungsweste des achten Mannes der Mona, George Watson, dessen Leiche jedoch verschwunden blieb.
Zwei Tage später lag das Boot noch immer in der Brandung am Strand von Carnoustie, als es von der Feuerwehr ausgepumpt und mit dem Bug Richtung See gedreht wurde. Nach einem missglückten Versuch schaffte es schließlich das Rettungsboot aus Arbroath, die Duke of Montrose, den Havaristen im Nachmittagshochwasser des 13. Dezember 1959 freizuschleppen. Nach einer Nacht in Arbroath, wurde die Mona in die Bootswerft nach Cockenzie geschleppt, um genauer untersucht zu werden.

## Rekonstruktion des Unglücks
Bei der Untersuchung stellte sich heraus, dass beide Maschinen in der Stellung „halbe Kraft voraus“ standen und alle Motorsteuerungen normal funktionierten. Die elektrischen Systeme funktionierten einwandfrei, die Positionslichter waren eingeschaltet, das Funkgerät war normal eingestellt, der Anker und der Treibanker waren ordnungsgemäß verstaut. Die Ruderanlage funktionierte, nur das Ruder selbst war in den Wellen am Strand gebrochen. Zwei der drei Lüftungsschlitzplatten am Maschinenraum fehlten, ebenso wie die zwei Lüftungsschlitzplatten auf der Kajüte. Der Suchscheinwerfer und das Megafon fehlten. Die Steuerbord-Reling war auf rund dreieinhalb Metern Länge verbogen und der Mast war direkt oberhalb der Kajüte abgebrochen. Auf dem Deck oberhalb des Maschinenraums fanden sich Ölflecke.
Die Mona hatte gut 68 Liter Treibstoff verbraucht, rund 440 Liter waren noch in ihren Tanks. Das Kraftstoffsystem war normal eingestellt und die Tanks standen unter dem vorgeschriebenen Druck. Daraus kann geschlossen werden, dass das Boot etwa zwei bis dreieinhalb Stunden gelaufen war. Da die Maschinen auf „halbe Kraft voraus“ standen, nahm man an, dass sie aus voller Geschwindigkeit abgebremst wurde, als sie die Leeseite der Abertay Bank teilweise verlor. In der Innentasche der Jacke von Alex Gall fand man eine Uhr, die um 6.19 Uhr stehengeblieben war. Sie war voller Wasser und Sand, die jedoch erst seine Kleidung und den Uhrdeckel durchdringen mussten. Die Schiffsuhren gaben keinen Anhaltspunkt: eine war bereits vor dem Auslaufen stehengeblieben, die andere funktionierte noch.
Die Experten der RNLI folgerten aus diesen Untersuchungen, dass die Mona irgendwann zwischen 5.30 und 6.00 Uhr gekentert ist und dann nordwestlich getrieben wurde, bis ihr Mast Grundberührung bekam und sie dadurch aufgerichtet wurde. Während des Aufrichtens entstanden die entdeckten Schäden.
Ein früherer Vormann der RNLI, Jim Coull, erklärte sich das Unglück später so, dass die Besatzung einen Wassereinbruch im Maschinenraum durch eine defekte Lüftung entdeckt haben könnte, und George Watson und Alex Gall an Deck gegangen waren, um Watsons Pullover in die Lüftung zu stopfen. Sein Pullover war später an der Reling hängend gefunden worden. Die Rettungsweste, die Watson dafür ausziehen musste, war deshalb am Strand gefunden worden. Mit dem eindringenden Wasser hatte die Mona schon etwas von ihrer Stabilität verloren, als Ronnie Grant das Boot in die Wellen drehte, damit die Männer an Deck arbeiten konnten. Vermutlich wurde die Mona während des Drehens oder unmittelbar danach von einer hohen Welle getroffen, die sie kentern ließ. Da die Abdeckung zum Maschinenraum geöffnet war, muss sofort alle Luft aus den Räumen entwichen sein. Das gekenterte Boot wäre dann über die Gaa Sands zur Mündung des Tay getrieben worden, bis der Mast bei der ersten Grundberührung brach, so dass sich die Mona aufrichten konnte, als sie an den Strand gespült wurde.
Die Opfer des Unglücks waren: Ronald Grant (28 Jahre alt), George Smith (53), George Watson (38), John Grieve sen. (56), James Ferrier (43), John T. Grieve jun. (22), Alexander Gall (56) und David Anderson (42).

## Nach dem Unglück
Der Ersatzanker des Feuerschiffs North Carr, den sie vor Kingsbarns geworfen hatte, hielt. Ihre Besatzung wurde am nächsten Morgen von dem RAF-Hubschrauber gerettet. Als sich das Wetter beruhigt hatte, wurde sie abgeschleppt, in Leith instand gesetzt und kehrte danach auf ihren Ankerplatz vor Fife Ness zurück.
Bereits wenige Stunden nach dem Unglück hatten sich die ersten Freiwilligen gemeldet, um eine neue Crew für die Rettungsstation Broughty Ferry aufzustellen. Als am 22. Dezember 1959 ein Hilfsrettungsboot, die City of Bradford II, eintraf, standen bereits 38 Freiwillige zur Verfügung. Eine neue Crew und ein neuer Vormann wurden ausgewählt, so dass sich die Rettungsstation am nächsten Tag bereit melden konnte.

## Trivia
Die Folksängerin und Liedermacherin Peggy Seeger verarbeitete die Geschichte des Unglücks in ihrer Ballade Lifeboat Mona, die insbesondere in den Interpretationen von Luke Kelly und den Dubliners berühmt wurde.